# فيونا راي
فيونا راي (بالإنجليزية: Fiona Rae)‏ هي رسامة بريطانية، ولدت في 10 أكتوبر 1963 في هونغ كونغ في الصين.